# Resident Evil 4
Resident Evil 4, in Japan als Biohazard 4 (jap. バイオハザード4, trans. Baiohazādo 4) bekannt, ist der insgesamt sechste Teil der gleichnamigen Videospieleserie aus dem Hause Capcom. Der Titel ist dem Action-Adventure-Genre zuzuordnen und enthält Elemente des Survival Horror. Regisseur des Spieles war Shinji Mikami.

## Handlung
Resident Evil 4 spielt im Herbst 2004, also kurz vor dem Zeitpunkt der Veröffentlichung. Sechs Jahre nachdem die Umbrella Corporation zerschlagen wurde, ist der aus Resident Evil 2 bekannte Leon S. Kennedy nun für die US-Regierung tätig. Er bekommt den Auftrag, Ashley Graham, die Tochter des US-Präsidenten, aus den Händen der Los-Illuminados-Sekte zu befreien, deren Aufenthaltsort in dem fiktiven Dorf Pueblo in Spanien vermutet wird. Im Laufe der Mission trifft Leon unter anderem auf die totgeglaubte Agentin Ada Wong, die er während der Ereignisse in Raccoon City kennenlernte und erfährt, dass sie im Auftrag von Albert Wesker dort ist. Durch den spanischen Wissenschaftler Luis Sera erfährt Leon mehr über Los Illuminados und deren Plan, Menschen mittels des Las-Plagas-Parasiten zu kontrollieren. Dieser Parasit übernimmt das zentrale Nervensystem des Wirts und macht diesen so vollständig willenlos. Sowohl Leon als auch Ashley werden ebenfalls mit diesem Parasiten infiziert mit dem Ziel, sie nach Amerika zurückkehren zu lassen und dort alle wichtigen Entscheidungsträger des Weißen Hauses (inkl. des US-Präsidenten) ebenfalls zu infizieren, um so die Weltherrschaft zu übernehmen. Leon kämpft gegen mehrere Kreaturen wie den Riesen El Gigante, das Seeungeheuer Del Lago und den durch den Parasiten zu einem Monster mutierten Bürgermeister Bitores Méndez.
Gejagt von den infizierten Dorfbewohnern können Ashley und Leon in das Schloss von Ramon Salazar entkommen, der jedoch auch dem Kult angehört. Luis Sera wird vom Anführer der Los Illuminados, Osmund Saddler, getötet. Ashley, in deren Körper sich der Parasit ausbreitet, läuft in Panik weg und wird von den Mitgliedern des Kultes wieder gefangen genommen. Leon besiegt Salazar und erfährt, dass Ashley in eine Forschungseinrichtung auf einer nahe gelegenen Insel gebracht wurde. Leon schafft es, einen Großteil der Los Illuminados zu besiegen und trifft dann auf seinen ehemaligen Kameraden Jack Krauser, der, wie Ada Wong vermeintlich auch, für Albert Wesker arbeitet und sich bei den Illuminados eingeschleust hat. Nach einem Messerduell mit Krauser trifft Leon auf ein Monster, das Saddler nur als Es bezeichnet. Es gelingt Leon, dieses zu besiegen und bald darauf trifft er erneut auf Krauser, der sich mit einer speziellen Form des Las-Plagas-Parasiten hat infizieren lassen, und tötet ihn im Kampf.
Letztlich findet Leon Ashley in einem unterirdischen Komplex auf der Insel und befreit sie. Sie flüchten und finden schließlich auch einen Weg, den Parasiten aus ihren Körpern zu entfernen. Bevor Leon seine Mission abschließen kann, muss er sich dem finalen Kampf gegen Saddler stellen, der durch den Parasiten zu einer gigantischen Kreatur mutiert ist. Der Kampf verläuft zunächst aussichtslos, doch mit Hilfe von Ada Wong, die Leon einen Spezial-Raketenwerfer zuwirft (ebenso wie am Ende von Resident Evil 2), kann Leon Saddler letztlich besiegen. Nach Ende des Kampfes zwingt ihn Ada, eine besondere Probe des Parasiten, die Saddler bei sich trug, auszuhändigen, bevor sie mit einem Helikopter fliehen und die Probe an ihre unbekannten Auftraggeber übergeben kann (Ada hat sich, wie man später im Zusatzkapitel „Separate Ways“ erfährt, als Doppelagentin in Weskers Organisation eingeschleust). Leon und Ashley entkommen auf einem Jet-Ski von der explodierenden Insel.

### Charaktere

#### Spielbare Charaktere
- Leon Scott Kennedy: Ehemaliger Polizist, jetzt Agent der Regierung der Vereinigten Staaten. Er wurde nach Europa entsandt, um die entführte Tochter des Präsidenten, Ashley, zu retten. Bis auf das Gerücht, das Mädchen sei in der Nähe eines spanischen Dorfes gesichtet worden, fehlt von Ashley jede Spur. Leon gehört zu den wenigen Überlebenden der Geschehnisse in Raccoon City vor sechs Jahren.

- Ada Wong: Beim Ausbruch des T-Virus in Raccoon City begegnet Leon der Asiatin. Sie erzählte ihm, dass sie ihren Freund John suche, aber in Wahrheit sollte sie eine Probe des G-Virus bergen, da sie als Spionin unterwegs war. Gemeinsam unterwegs mit Leon, entwickelte Ada durchaus Gefühle für ihn. Am Ende opferte sie ihr Leben, um seines zu retten, so dachte Leon zumindest. Leon begegnet Ada, aber das Verhältnis ist eher angespannt als ein freudiges Wiedersehen. Nachdem man das Spiel mit Leon abgeschlossen hat, wird dieser Charakter freigeschaltet.

- Ashley Graham: Sie ist die 20-jährige Tochter des Präsidenten der Vereinigten Staaten. Auf dem Weg zur Universität wird sie von einer unbekannten Gruppe entführt. Die Kidnapper haben sich weder zu der Tat bekannt noch Forderungen gestellt. Ashley ist zwar ein aufgeschlossenes Mädchen, doch in ihrer jetzigen Situation völlig überfordert. Sie besitzt keinerlei Erfahrung im Umgang mit Waffen, daher zieht sie es vor, sich zu verstecken, bis die Gefahr vorüber ist.

#### Nebencharaktere
- Ingrid Hunnigan: Ingrid ist die Schnittstelle zwischen der US-Regierung und Leon. Per Video-Codec versorgt sie den Agenten mit Neuigkeiten und hält ihn über die Fortschritte des Hauptquartiers auf dem Laufenden. Sie arbeitet rund um die Uhr und hat nur die Rettung der Präsidententochter vor Augen. Freizeit spielt ihn ihrem Leben keine große Rolle, sie hat sich ihrem Job verschrieben, was auch ihre Kollegen zu spüren bekommen. Ingrid ist recht kühl und distanziert.

- Luis Sera: Leon findet den 28-Jährigen gefesselt und geknebelt in einem Schrank. Auch er war früher mal Polizist, doch weil seine Heldentaten nicht gebührend gewürdigt wurden, quittierte Luis den Dienst. Der aalglatte selbsternannte Frauenheld hat eine ausgeprägte Nikotinsucht und scheint tiefer in die Vorgänge verstrickt zu sein, als er zugibt.

- Bitores Méndez: Der Bürgermeister von Pueblo koordiniert und überwacht die Handlungen der Bewohner. Als Mann des Glaubens mit enormer Größe und imposanter Gestalt, steht er fest zum Anführer des Kults, Osmund Saddler. Mit Erfolg verbreitete er das Denken des Los-Illuminados-Kult. Er ist zu schier übermenschlichen Taten fähig, wie Leon bei der Begegnung mit ihm feststellen musste. Bitores macht dem Amerikaner glasklar, dass sein Schicksal nun in seiner Hand liegt.

- Ramon Salazar: Äußerlich Bitores’ diametrales Gegenstück, wirkt der winzige, greisenhafte Salazar wie ein Schwächling. Doch weit gefehlt: Der angeblich erst 20-Jährige ist kampfstarker Spross des Adelsgeschlechts Salazar und in der Fortführung einer uralten Familientradition unterhält er enge Beziehungen zum Los-Illuminados-Kult. Ramon ist allein aufgewachsen, daher war er Osmund Saddlers Einflüsterungen nicht gewachsen und brachte ihm auf den Weg der Illuminados.

- Jack Krauser: Laut der offiziellen Version ist der Elitesoldat bei einem Flugzeugabsturz gestorben. Leons ehemaliger Kamerad in der Armee ist äußerst lebendig. Er taucht in dessen Rettungsmission auf, mit der Maßgabe, seinen ehemaligen Mitstreiter umzubringen. Offenbar hat der Vollblutkrieger seine außergewöhnlichen Begabungen an den Meistbietenden verkauft. Er ist ein Nahkampfspezialist, wild und gefährlich. Leon wird sich ihm stellen müssen, wenn er seinen Auftrag erfüllen will.

- Osmund Saddler: Graue Eminenz, Strippenzieher: Lord Saddler ist unangefochtener Anführer der Illuminados. Sein Wille geschieht, kann jeden Geist der Bewohner steuern. Wie Leon zum eigenen Leidwesen erfahren musste, kann Saddler Wesen erschaffen, die wider jede Natur sind. Der geistige Anführer hat den Traum, die ganze Menschheit zu kontrollieren.

## Spielprinzip und Technik
Wie auch schon Resident Evil Code: Veronica verwendet Resident Evil 4 keine vorberechneten Hintergründe mehr, sondern wird jetzt vollständig in Echtzeit berechnet. Weiterhin wurde die Kameraperspektive verändert: So wird das Geschehen nicht mehr aus vorgegebenen Sichtwinkeln präsentiert, stattdessen ist die Kamera jetzt direkt hinter der gesteuerten Spielfigur positioniert, wodurch man somit eine „Über die Schulter“-Sicht auf das Geschehen hat. Dies und der stark erhöhte Anteil an Schusswechseln und Kämpfen mit z. T. Massen von Gegnern geben dem Spiel starke Charakteristika eines Third-Person-Shooters. Die Steuerung wiederum blieb in großen Teilen unverändert, wodurch auch weiterhin kein Strafing möglich ist. Auch das gleichzeitige Laufen und Schießen ist nach wie vor nicht möglich. Das Zielen mit der Waffe ist auf Grund der neuen Kamera-Perspektive allerdings deutlich präziser, zudem verfügen alle Waffen im Spiel über einen Laserzielmarkierer. Eine Ausnahme macht hierbei die Version für Wii, welche stattdessen ein Fadenkreuz verwendet.
Dem Spieler steht eine Vielzahl an Waffen, Granaten und Heilmitteln zur Verfügung, von denen einige jedoch erst im Spielverlauf freigeschaltet, bzw. gefunden oder beim Händler gekauft werden müssen. Die Waffen können außerdem in Werten wie Schaden, Munitionskapazität und Nachladegeschwindigkeit verbessert werden. Als Zahlungsmittel hierfür dienen Pesetas, die im Spiel gefunden oder durch den Verkauf von gefundenen Schätzen oder nicht mehr benötigten Waffen und Gegenständen verdient werden können.
Ein weiteres neues Spielelement ist das sogenannte Quick-Time-Event. Dieses fordert vom Spieler schnelle Reaktionen, indem eine oder zwei Tasten eingeblendet und innerhalb einer kurzen Zeitspanne gedrückt werden müssen. Bei Versagen stirbt die Spielfigur meist sofort oder erleidet schweren Schaden.
Auch die Gegner wurden verändert: So wurden die klassischen Zombies ersetzt durch Menschen, die von einem Parasiten befallen wurden. Sie agieren deutlich schneller und intelligenter, so gehen sie z. B. bei Beschuss in Deckung bzw. weichen aus, oder greifen mit Fern- oder Schusswaffen an, was wiederum ein sehr viel taktischeres Vorgehen des Spielers zur erfolgreichen Bekämpfung der Gegner erfordert. Auch die bis dahin als Erzfeind dienende Umbrella Corporation fand keine Verwendung mehr; Albert Wesker, der eigentliche Erzfeind der Serie, hat jedoch kurze Auftritte im Spiel, die zeigen, dass er auch in diesem Fall stark involviert ist. Hauptgegner des Spielers ist die Los-Illuminados-Sekte.
Nach dem einmaligen Durchspielen stehen mehrere Minispiele zur Verfügung, die allerdings je nach Version unterschiedlich sind:
- In Assignment Ada muss man mit der Spielfigur Ada Wong auf dem Militärgelände der Insel fünf Las-Plagas-Proben sammeln
- in The Mercenaries müssen auf verschiedenen Karten so viele Gegner wie möglich in einer bestimmten Zeit besiegt werden, wofür mehrere Charaktere zur Verfügung stehen.
- in Separate Ways kann der Spieler einige Abschnitte des Hauptspiels aus der Sicht von Ada Wong nachspielen und schaltet nach erfolgreichem Beenden die Waffe „Chicago Typewriter“ und die Kleidergarnitur „Special 2“ (Ritterrüstung für Ashley) frei.

In der GameCube-Version sind nur Assignment Ada und The Mercenaries, in der PlayStation-2-, Wii- und in den späteren HD-Fassungen zudem noch Separate Ways enthalten. In den offiziell in Deutschland vertriebenen Versionen waren aufgrund einer fehlenden USK-Einstufung Assignment Ada und The Mercenaries nicht enthalten. Die seit 2005 bestehende Indizierung wurde im April 2016 vorzeitig aufgehoben, für die ungeschnittene Version inkl. der Zusatzinhalte wurde eine USK-Freigabe ab 18 Jahren erteilt.

## Produktionsnotizen
Das erschienene Resident Evil 4 ist die zweite Variante, die entwickelt wurde. Zunächst entwickelte man eine Version, die als Resident Evil 3.5 bekannt wurde. Diese Version verfügte ebenfalls über komplett in Echtzeit berechnete Grafik, dieselbe Kameraperspektive und Leon S. Kennedy als Hauptfigur. Sie wurde jedoch von den Entwicklern nicht als Nachfolger von Resident Evil 3 akzeptiert und von daher nie veröffentlicht. Einer der Hauptkritikpunkte war der Einsatz von Geistern und anderen paranormalen Erscheinungen als Gegner. Dennoch wurden einige Elemente in das endgültige Resident Evil 4 übernommen, u. a. das Setting in Europa und Storyelemente wie die Befreiung einer entführten Frau und die Infizierung von Leon Kennedy mit einem Virus.
Resident Evil 4 erschien im Januar 2005 zunächst als Exklusivtitel für Nintendo GameCube. Gegen Ende des Jahres wurde der Titel dann doch noch auf PlayStation 2 portiert; Shinji Mikami, der Erfinder der Resident-Evil-Serie, hat sich öffentlich für die Portierung und das dadurch gebrochene Versprechen, dass Resident Evil 4 ein GameCube-Exklusivtitel wird, entschuldigt. Im Februar 2007 erschien weiterhin eine Umsetzung für PC; im Mai desselben Jahres die Wii-Edition. Im Februar 2008 erschien in Japan eine Version für Mobiltelefone. Im September 2011 erschien eine HD-Version als Download für PlayStation 3 und Xbox 360; exklusiv in Japan wird diese Version seit September 2011 zusammen mit einer HD-Variante von Code: Veronica X als Resident Evil: Revival Selection auf Disc vertrieben. Für den 28. Februar 2014 wurde eine weitere Portierung für den PC angekündigt, welche bei 60 fps in 1080p läuft und als „Ultimate HD Edition“ beworben wird, am 29. Oktober 2015 erschien die Wii-Edition als Neuauflage im Nintendo eShop für die Wii U.
Capcom kündigte außerdem eine weitere HD-Portierung für die Konsolen der aktuellen Generation an, welche am 30. August 2016 für Xbox One und Playstation 4 veröffentlicht wurde. Hier wurde ebenfalls die Auflösung auf 1080p sowie die Bildwiederholrate auf 60 fps erhöht, außerdem wurde der sichtbare Bildausschnitt leicht vergrößert. Aufgrund der vorhergehenden Listenstreichung des Spiels vom Index für jugendgefährdende Medien der BpjM war dies die erste Version, die in Deutschland vollständig ungeschnitten (inklusive der Zusatzinhalte „The Mercenaries“ und „Assignment Ada“) erschien.
- Das im Spiel verwendete Spanisch ist sehr einfach gehalten: So lautet der Name des Dorfes „Pueblo“, was lediglich das spanische Wort für „Dorf“ ist. Auch die Namen des Riesen „El Gigante“ und der Kreatur aus dem See „Del Lago“ sowie „Las Plagas“, das Ungeziefer, sind wörtliche Übersetzungen.
- Für die im Spiel erhältlichen Feuerwaffen wurden Fantasienamen verwendet, jedoch sind sie teilweise realen Vorbildern nachempfunden: So entspricht die „Chicago Typewriter“ einer Thompson-Maschinenpistole.
- An einer Stelle im Spiel muss der Spieler durch einen mit einer Laserfalle gesicherten Korridor gehen. Dies ist eine direkte Anspielung auf eine ähnliche Falle im ersten Resident-Evil-Kinofilm.
- In limitierter Auflage wurde ein Zusatzcontroller in Form einer Kettensäge samt Reißleine und entsprechendem Motorengeräusch veröffentlicht.
- Die Vorgeschichte zwischen Leon Kennedy und Jack Krauser, die im Spiel angedeutet wurde, wurde 2009 im Nebenserien-Titel Resident Evil: The Darkside Chronicles behandelt.

## Rezeption
Aus 38 aggregierten Wertungen erzielt Resident Evil 4 auf Metacritic einen Score von 96. Obwohl viele Spieler Bedenken hatten, dass die starke Umgestaltung der Serie für das Spielerlebnis unvorteilhaft wäre, gilt Resident Evil 4 bei Kritikern als der beste Teil der Videospielreihe. Das britische Magazin Edge führt das Spiel in seiner 2007 veröffentlichten „Edges Top 100 Games of All Time“ beispielsweise auf Platz 2. Des Weiteren hat der Titel zahlreiche Preise erhalten. So wurde er oftmals als das „Beste Spiel der aktuellen Konsolengeneration“ geehrt. Famitsu vergab 38 von 40 Punkten, IGN 9 (Wii), 9,5 (PS2) bzw. 9,8 (GameCube) von jeweils 10 Punkten, und Maniac/M! Games 92 % für die GameCube- und Wii-Varianten bzw. 93 % für die PS2-Variante. Im Jahr 2016 prüfte 4Players die modernisierten Fassungen für PlayStation 4 und Xbox One und gab beiden Versionen eine Wertung von 80 %.